# Krystyna Matysiakówna
Krystyna Matysiakówna, ps. Krysia (ur. 1922 w Warszawie, zm. 26 lipca 1944 tamże) – działaczka komunistyczna, łączniczka i radiotelegrafistka Komitetu Centralnego Polskiej Partii Robotniczej.

## Życiorys
Córka Józefa i Adelajdy ze Szmigielskich. Jej rodzice byli działaczami organizacji komunistycznych. 
Uczyła się w szkole zorganizowanej przez Robotnicze Towarzystwo Przyjaciół Dzieci. Była członkinią dziecięcej komunistycznej organizacji „Pionier”. Po wybuchu II wojny światowej kontynuowała naukę, uczestnicząc w tajnych kompletach. Na początku 1940 przystąpiła do założonego przez tzw. piątkę żoliborską Towarzystwa Przyjaciół ZSRR, które potem przekształciło się w Stowarzyszenie Przyjaciół ZSRR. Pomagała w wydawaniu „Wieści ze świata” (czasopismo zmieniło później nazwę na „Do zwycięstwa”). 
Od 1942 roku członkini Polskiej Partii Robotniczej (PPR). Angażowała się w pomoc jeńcom radzieckim na Pradze. W czerwcu 1942 została radiotelegrafistką w Centralnej Łączności PPR.
We wrześniu 1943 powierzono jej samodzielną obsługę radiostacji w różnych lokalizacjach − na Burakowie, Brwinowie, a także w mieszkaniu przy ul. Krasińskiego 20 m. 37 na Żoliborzu. Wiosną 1944 roku rozpoczęła nadawanie z Salomei. W pierwszych dniach lipca 1944 roku do lokalu, w którym znajdowała się radiostacja, wtargnęli Niemcy. Wraz z rodziną została aresztowana przez Gestapo. Jej ojca rozstrzelano, a ona sama wraz z matką zostały przewiezione do siedzibie Gestapo przy al. Szucha w Warszawie, a później osadzone na oddziale kobiecym Pawiaka. 
Była torturowana w czasie przesłuchań, ale nikogo nie wydała. Została rozstrzelana przez Niemców w ruinach getta 26 lipca 1944 roku.

## Upamiętnienie
W 1960 roku jej imieniem nazwano ulicę na Żoliborzu.